# (247) Eukrate
(247) Eukrate ist ein Asteroid des mittleren Hauptgürtels, der am 14. März 1885 vom deutschen Astronomen Karl Theodor Robert Luther an der Sternwarte Düsseldorf entdeckt wurde.
Der Asteroid wurde benannt nach Eukrate, einer der Nereiden. Die Benennung erfolgte durch den Astronomen Eduard Schönfeld in Bonn.

## Wissenschaftliche Auswertung
Mit Daten radiometrischer Beobachtungen im Infraroten vom November 1974 am Mauna-Kea-Observatorium auf Hawaiʻi und vom März 1976 am Kitt-Peak-Nationalobservatorium in Arizona wurden für (247) Eukrate erstmals Werte für den Durchmesser und die Albedo von 142 oder 144 km bzw. 0,03 bestimmt. Aus Ergebnissen der IRAS Minor Planet Survey (IMPS) wurden 1992 Angaben zu Durchmesser und Albedo für zahlreiche Asteroiden abgeleitet, darunter auch (247) Eukrate, für die damals Werte von 134,4 km bzw. 0,06 erhalten wurden. Radarastronomische Beobachtungen am Arecibo-Observatorium am 5. und 9. Oktober 2001 bei 2,38 GHz ergaben einen effektiven Durchmesser von 134 ± 15 km. Eine Auswertung von Beobachtungen durch das Projekt NEOWISE im nahen Infrarot führte 2011 zu vorläufigen Werten für den Durchmesser und die Albedo im sichtbaren Bereich von 134,0 km bzw. 0,06. Nachdem die Werte nach neuen Messungen mit NEOWISE 2012 auf 147,4 km bzw. 0,04 geändert worden waren, wurden sie 2014 auf 130,9 km bzw. 0,06 korrigiert. Nach der Reaktivierung von NEOWISE im Jahr 2013 und Registrierung neuer Daten wurden die Werte 2015 mit 144,9 oder 147,3 km bzw. 0,05 angegeben, diese Angaben beinhalten aber hohe Unsicherheiten. Eine Untersuchung von 2020 bestimmte aus drei Sternbedeckungen durch (247) Eukrate einen Durchmesser von 143,0 ± 0,8 km.

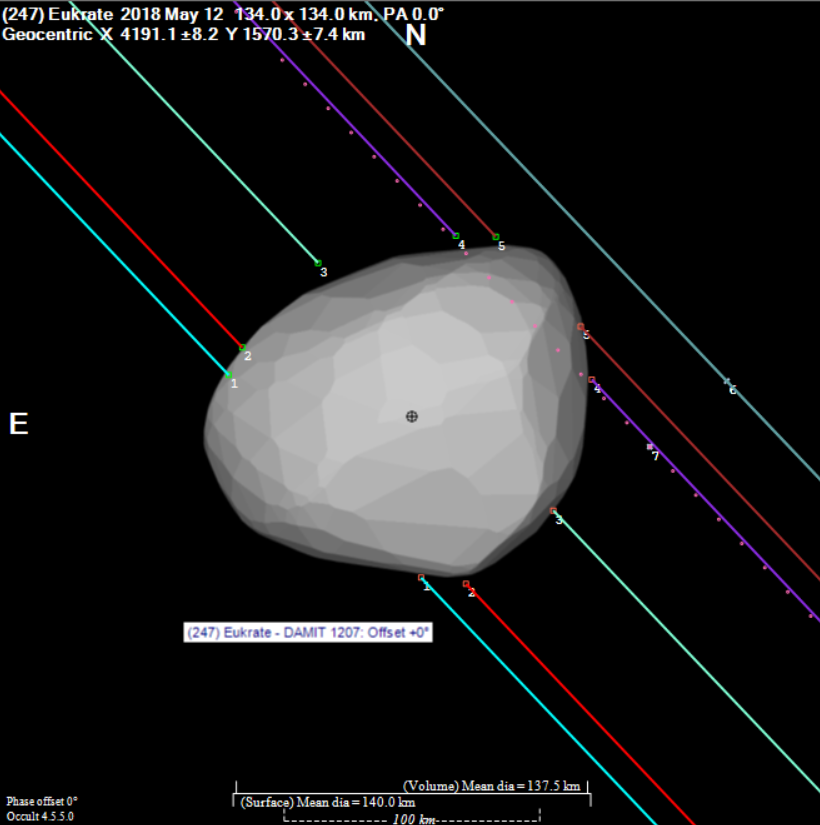
Die Auswertung einer Sternbedeckung durch (247) Eukrate am 12. Mai 2018. In die den Asteroidenschatten nachzeichnenden Beobachtungslücken ist ein Gestaltmodell eingepasst.

Photometrische Messungen des Asteroiden fanden erstmals statt am 27. August sowie am 8. und 9. September 1978 am La-Silla-Observatorium in Chile. Die aufgezeichneten Lichtkurven zeigten keine vollständige Periodizität, so dass für die Rotationsperiode nur eine grobe Schätzung von etwa 12 oder 24 Stunden möglich war. Im gleichen Zeitraum erfolgten auch Beobachtungen am 30. August und 2. September 1978 am Table Mountain Observatory in Kalifornien. Auch hier konnte zunächst nur eine wahrscheinliche Periode von etwa 12 Stunden abgeleitet werden. In Verbindung mit den Daten aus Chile gelang es jedoch, die Rotationsperiode eindeutig zu 12,10 h zu bestimmen.
Bei Asteroiden mit Rotationsperioden von ungefähr einem halb- oder ganzzahligen Erdtag kann an einem Observatorium oft nur eine unvollständige Lichtkurve aufgenommen werden, da in jeder Nacht immer wieder derselbe Abschnitt der Lichtkurve erfasst wird. Daher wurde in einer koordinierten Zusammenarbeit über einen längeren Zeitraum zwischen dem Organ Mesa Observatory in New Mexico und dem Grove Creek Observatory in New South Wales, Australien, während 11 Nächten vom 30. Januar bis 17. Mai 2012 eine sehr detaillierte Lichtkurve aufgezeichnet, aus der eine Rotationsperiode von 12,093 h bestimmt wurde. Die doppelte Periode konnte dabei sicher ausgeschlossen werden.
Die Auswertung der archivierten Lichtkurven und weiterer Daten der Lowell Photometric Database führte in einer Untersuchung von 2016 zur Erstellung eines dreidimensionalen Gestaltmodells für eine Position der Rotationsachse mit retrograder Rotation und einer Periode von 12,0948 h.
Zwischen 2012 und 2018 wurden mit der All-Sky Automated Survey for Supernovae (ASAS-SN) auch photometrische Daten von 20.000 Asteroiden aufgezeichnet. Auf mehr als 5000 davon konnte erfolgreich die Methode der konvexen Inversion angewendet werden, darunter auch (247) Eukrate, für die in einer Untersuchung von 2021 ein verbessertes dreidimensionales Gestaltmodell für zwei alternative Rotationsachsen, eine mit prograder und eine mit retrograder Rotation, sowie eine Periode von 12,0957 h berechnet wurde.